# 天主教布尼亞教區
天主教布尼亞教區（拉丁語：Dioecesis Buniaënsis）是剛果民主共和國一個羅馬天主教教區，屬基桑加尼總教區。

## 歷史
教區前身是阿伯特湖宗座監牧區，成立於1922年6月27日，1933年12月11日升為代牧區。1959年11月10日升為教區並易名至今。

## 現況
教區位於東方省東南部，2012年有教友490,844人（佔轄區總人口58.4%）、十二個堂區、六十六名司鐸。現任教區主教為迪厄多內·烏林吉。